# 2014 en Ukraine
Chronologie de l'Ukraine
- 2010
- 2011
- 2012
- 2013
- 2014
- 2015
- 2016
- 2017
- 2018

Cette page concerne les évènements survenus en 2014 en Ukraine  :

## Évènement
- Annexion de la Crimée par la Russie
  - Blocus de la Crimée par l'Ukraine
  - Gouvernement en exil de la république autonome de Crimée
  - Journée de la résistance à l'occupation de la république autonome de Crimée et de la ville de Sébastopol
  - Prise du Parlement de Crimée
  - Résolution 68/262 de l'Assemblée générale des Nations unies
  - Traité d'adhésion de la république de Crimée à la Russie
  - Traité d'amitié russo-ukrainien
- Guerre du Donbass (Chronologie)
  - Première bataille de l'aéroport de Donetsk
  - Seconde bataille de l'aéroport de Donetsk
  - Siège d'Ilovaïsk
  - Siège de Sloviansk
- Boycott des produits russes en Ukraine
- Manifestations au printemps 2014 en Ukraine, également appelées « Antimaïdans » ou « Printemps russe ».
- Entre février 2014 et décembre 2015 700 monuments dédiés à Lénine sont détruits dans le pays : campagne Léninopad.
- 16 janvier : Lois anti-manifestations en Ukraine
  - Émeutes de la rue Hrushevskoho (en) à Kiev.
- 11 mars : le ministère russe des Affaires étrangères déclare reconnaître la déclaration d'indépendance de la république de Crimée.
- 16 mars : Référendum en Crimée
- 21 mars : Accord d'association entre l'Ukraine et l'Union européenne
- 11 mai :
  - Référendum à Donetsk
  - Référendum à Louhansk
- 1er juillet : Mission de conseil aux forces de sécurité intérieure ukrainiennes
- 12 juillet : Affaire de l'enfant crucifié, fausse information diffusée par  la chaîne de télévision publique russe Pervi Kanal.
- 17 juillet : Le vol Malaysia Airlines 17 reliant Amsterdam à Kuala Lumpur est abattu en vol dans la région de Donetsk, dans l'est de l'Ukraine : bilan 298 morts.
- 2 novembre :
  - Élections générales à Donetsk
  - Élections générales dans la république populaire de Lougansk
- 2 décembre :
  - Fin du gouvernement Iatseniouk I
  - Début du gouvernement Iatseniouk II

## Sport
- Championnat d'Ukraine de football de deuxième division 2013-2014
- Championnat d'Ukraine de football de deuxième division 2014-2015
- Championnat d'Ukraine de rugby à XV 2014
- Championnat d'Ukraine de football 2013-2014
- Championnat d'Ukraine de football 2014-2015
- Coupe d'Ukraine de football 2013-2014
- Coupe d'Ukraine de football 2014-2015
- Supercoupe d'Ukraine de football 2014

## Culture
- Participation de l'Ukraine au concours Eurovision de la chanson au Danemark.

### Sortie de film
- La Légende de Viy
- Maïdan
- The Tribe

## Création
- 5.10 (parti politique)
- 22e bataillon d'infanterie motorisé
- Bataillon Aidar
- Bureau national anticorruption d'Ukraine
- Régiment Azov
- Zone économique libre de Crimée

## Dissolution
- Azovmach Marioupol (club de basket-ball).
- Bank Forum (en).
- BC Donetsk (club de basket-ball).
- Berkout (unité de police).
- 51e brigade mécanisée.
- Gouvernement Azarov II.

## Décès
- Valeriy Brezdeniouk (en), peintre.
- Vassyl Drozd (uk), poète soviétique.
- Oleh Guereta (uk), musicien.
- Hennady Goubreïev (uk), mathématicien.
- Serhiy Kokourin (en), militaire.
- Zoe Naumovna Lerman (ru), peintre.
- Serhiy Nigoian, activiste.
- Borys Chylenko (uk), acteur.
- Horodniouk Ivan Volodymyrovytch (uk), danseur.